# Барабой (река)
Барабой (укр. Барабой) — река в Одесской области Украины. В летнее время река частично пересыхает. Относится к бассейну Чёрного моря. Река Барабой является составляющей Нижнеднестровской оросительной системы, в её русле построены два водохранилища (Барабойское и Санжейское) и пруды, которые наполняются местным стоком и днестровской водой для орошения, рыбоводства, рекреации.

## Физико-географическая характеристика
Река Барабой берет начало около села Покровка, протекает по территории Раздельнянского и Одесского районов Одесской области и впадает в Чёрное море около села Грибовка. Вдоль реки Барабой расположены ряд селений: Дальник, Барабой, Новоградковка, Доброалександровка и другие. Длина реки 93 км, площадь бассейна 652 км², залесенность 2,36 %, распаханность 73,5 %. Река имеет несколько малых притоков, уклон реки составляет 1.47 м/км. До создания системы водохранилищ и прудов река была маловодной с периодическим стоком во время снеготаяния и выпадения ливневых осадков.

## История
Когда-то река Барабой была большой и полноводной, на ней существовало судоходство. В реке водилась морская и речная рыба. В наше время река обмелела, местами пересохла, количество рыбы заметно уменьшилось.